# El Viver (Argentona)
El Viver és una obra noucentista d'Argentona (Maresme) protegida com a Bé Cultural d'Interès Local.

## Descripció
Gran casal noucentista de planta rectangular, amb soterrani, planta baixa, pis i golfes.
Les obertures són simètriques, amb reixes a la planta baixa i balconeres al pis. El coronament és de balustrades. L'entrada principal està sota un porxo sostingut amb columnes, amb una balustrada i estàtues.
Aquest immoble també té protecció arqueològica en la fitxa Q3-16 de Catàleg de patrimoni arquitectònic, arqueològic, paisatgístic i ambiental.